# Trupanea spadix
Trupanea spadix är en tvåvingeart som beskrevs av Munro 1964. Trupanea spadix ingår i släktet Trupanea och familjen borrflugor. Inga underarter finns listade i Catalogue of Life.